# U.S. Route 44 (Rhode Island)
La U.S. Route 44 o Ruta Federal 44 (abreviada US 44) es una autopista federal ubicada en el estado de Rhode Island. La autopista inicia en el Oeste desde la US 6     en Putnam hacia el Este en la US 44     en Seekonk. La autopista tiene una longitud de 42,2 km (26.2 mi).

## Mantenimiento
Al igual que las carreteras estatales, las carreteras interestatales, y el resto de rutas federales, la U.S. Route 44 es administrada y mantenida por el Departamento de Transporte de Rhode Island por sus siglas en inglés RIDOT.

## Cruces
La U.S. Route 44 es atravesada principalmente por la I 195  , US 6  en East Providence, I 295  , Ruta 116  en Smithfield, por la Ruta 116  , Ruta 102   en Greenville, por la Ruta 102     en Chepachet y por la US 1     en Providence.
La US 44 se encuentra en su totalidad en el condado de Providence.
| Localidad                                                          | Millaje (aproximado)                                              | Destinos                                                          | Notas                                                             |
| En la frontera estatal con Connecticut sigue al oeste en la US 44  | En la frontera estatal con Connecticut sigue al oeste en la US 44 | En la frontera estatal con Connecticut sigue al oeste en la US 44 | En la frontera estatal con Connecticut sigue al oeste en la US 44 |
| ------------------------------------------------------------------ | ----------------------------------------------------------------- | ----------------------------------------------------------------- | ----------------------------------------------------------------- |
|                                                                    | 1,6                                                               | RI 94                                                             |                                                                   |
| Chepachet                                                          | 6,8                                                               | RI 102 norte                                                      | Extremo oeste con la RI 102.                                      |
| Chepachet                                                          | 7,4                                                               | RI 102 sur                                                        | Extremo este con la RI 102.                                       |
| Harmony                                                            | 11,5                                                              | Sawmill Road.                                                     |                                                                   |
| West Greenville                                                    | 13,1                                                              | W. Greenville Road.                                               |                                                                   |
| Greenville                                                         | 14,1                                                              | RI 116 sur (Avenida Smith)                                        | Extremo oeste con la RI 116.                                      |
| Greenville                                                         | 14,2                                                              | RI 116 norte (Avenida Pleasant View)                              | Extremo este con la RI 116.                                       |
| Greenville                                                         | 15,2                                                              | RI 5 (Sanderson Road)                                             |                                                                   |
|                                                                    | 16,0                                                              | I 295 - Boston                                                    |                                                                   |
|                                                                    | 17,6                                                              | RI 128 sur (George Waterman Road)                                 |                                                                   |
| North Providence                                                   | 17,8                                                              | RI 104 norte (Avenida Waterman)                                   |                                                                   |
| North Providence                                                   | 17,9                                                              | RI 15 este (Avenida Mineral Spring)                               |                                                                   |
| Providence                                                         | 21,0                                                              | Avenida Oakland                                                   |                                                                   |
| Providence                                                         | 21,8                                                              | I 95                                                              | Sin salidas ni entradas.                                          |
| Providence                                                         | 22,0                                                              | US 1 sur (Calle Gaspee)                                           | Extremo oeste con la US 1.                                        |
| Providence                                                         | 22,1                                                              | US 1 norte (Calle Canal - Calle Main)                             | Extremo este con la US 1.                                         |
| Providence                                                         | 22,5                                                              | Memorial Blvd (oeste).                                            | En sentido este.                                                  |
| Providence                                                         | 22,7                                                              | Calle Dyer                                                        | En sentido este.                                                  |
| Providence                                                         | 23,2                                                              | US 1A oeste (Calle Wickenden)                                     | Extremo oeste con la US 1A.                                       |
| Providence                                                         | Inicio de autopista.                                              |                                                                   |                                                                   |
| Providence                                                         | La US 44 se junta con la I 195 y con la US 6                      |                                                                   |                                                                   |
| Providence                                                         | 23,4                                                              | I 195 oeste US 6 oeste                                            | Extremo oeste con la I-195 y US 6.                                |
| Providence                                                         | 24,0                                                              | Calle Gano.                                                       | Salida y entrada al oeste.                                        |
| Puente Washington sobre el Río Seekonk.                            |                                                                   |                                                                   |                                                                   |
| East Providence                                                    | 24,4                                                              | I 195 este US 1A norte US 6 este                                  | Extremo este con la I-195, US 6 y US 1A.                          |
| East Providence                                                    | La US 44 se separa de la I 195, de la US 1A y de la US 6          |                                                                   |                                                                   |
| East Providence                                                    | Fin de autopista.                                                 |                                                                   |                                                                   |
| East Providence                                                    | 25,1                                                              | Avenida Waterman (oeste)                                          | En sentido oeste.                                                 |
| East Providence                                                    | 25,2                                                              | Broadway                                                          |                                                                   |
| East Providence                                                    | 25,3                                                              | Avenida Waterman (este)                                           | En sentido este.                                                  |
| East Providence                                                    | 25,9                                                              | US 1A RI 114 (Avenida Pawtucket)                                  |                                                                   |
| En la frontera estatal con Massachusetts sigue al este en la US 44 |                                                                   |                                                                   |                                                                   |